# ヘンリー・リー・ルーカス
ヘンリー・リー・ルーカス（英語: Henry Lee Lucas, 1936年8月23日 - 2001年3月12日）は、アメリカ合衆国の殺人犯。犯行期間は1960年から1983年にかけて続いた。テキサス・レンジャー(Texas Ranger, テキサス州の公安局に属する法執行官）やその他の法執行官たちに対し、100件を超える殺人を自供したことでその名を知られるようになる。
1979年にテキサス州ジョージタウンにて遺体で発見された、デボラ・ルイーズ・ジャクソン(Debra Louise Jackson)の殺害を告白したことで死刑判決を受けるが、1998年、当時テキサス州知事を務めていたジョージ・ウォーカー・ブッシュ(George Walker Bush)による命令で終身刑に減刑された。デボラ・ジャクソンが殺されたとき、ルーカスはフロリダ州ジャクソンヴィルにいた。ルーカスはデボラを絞め殺して犯した、と告白したが、彼女の殺害、性的暴行、遺体の処分にルーカスが関与したことを示す物理的な証拠は無かった。
『ダラス・タイムス＝ヘラルド』(The Dallas Times-Herald)が行った調査で、ルーカスによる殺人の告白は「信用に値しないもの」となり、テキサス州の検事総長が追跡調査を実施することになった。この調査の結果、ルーカスは「虚偽の自白の常習犯であり、病的な虚言癖の持ち主である」との結論を下した。のちにルーカス自身が、デボラ・ジャクソンを殺したことについて「作り話だ」として自白を撤回している。
ルーカスにより、刑事手法の再評価と虚偽の自白に対する認識が高まった。捜査官たちは彼に「自白」させることにより、ささやかな特権（ステーキのディナー、ミルクシェイク〈牛乳にアイスクリームや香味料を加えた飲み物〉、テレビ視聴）を与えたが、それがルーカスによるさらなる自白を促すとは考えなかった。また、捜査官はルーカスに自身の記憶を呼び起こさせるために事件の資料を見せ、事件の加害者である本人しか知り得ない事実を知ろうとした。
2001年3月、欝血性心不全(Congestive Heart Failure)で亡くなった。

## 生い立ち
1936年8月23日、ヘンリー・リー・ルーカスはヴァージニア州ブラックスバーグにて、丸太小屋の中で産み落とされた。10歳の時、兄弟との喧嘩で左目の視力を失った。幼年時代のヘンリーについて、のちに彼の友人の1人が、びっくりするほど奇矯な言動で人の注意を引こうとしていた、と語っている。ヘンリーの母・ヴァイオラ(Viola Lucas)は売春婦であり、息子に対して自分が客と性行為に及んでいる場面を見せ付け、息子に女装させた。伝えられるところでは、ヴァイオラはヘンリーに対し、男女問わずポン引き行為ができるようにしたともいう。ヘンリーが通っていた学校の担任はヘンリーの女装について苦情を述べ、最終的には裁判所からの命令で女装を止めさせるに至った。
1949年12月、ヘンリーの父、アンダーソン・ルーカス(Anderson Lucas)は、ひどい吹雪の中酔っ払った状態で家に帰る途中に倒れ、低体温症で死亡した。ヘンリーは小学校6年生のときに学校を辞め、家から逃げ出し、ヴァージニア州の周辺をあてどもなく放浪していた。
1951年、ヘンリーは、ローラ・バーンズリー(Laura Burnsley)という17歳の少女を絞め殺した、と述べたが、のちの彼の告白と同様に、この殺人は嘘であるとして撤回している。
1954年6月10日、ヘンリーはヴァージニア州リッチモンドの周辺で12件以上の強盗を働いたとして有罪判決を受け、懲役4年の刑を宣告された。1957年に脱獄するもその3日後に再逮捕され、1959年9月2日に釈放された。
1959年の終わりごろ、ヘンリーはミシガン州テカムサ(Tecumseh)にて、腹違いの姉・オパール(Opal)と暮らしていた。ヘンリーは獄中にいた頃にできた文通相手と結婚するつもりであった。この年のクリスマス、母ヴァイオラが息子の前に現れた。ヴァイオラは息子の結婚を認めず、ブラックスバーグに戻るよう強く要求した。ヘンリーはこれを拒み、この結婚についてたびたび言い争った。

### 母の殺害
1960年1月11日、ヘンリーは母ヴァイオラを殺害した。年老いた母の世話をするために家に帰るべきかどうかについて話し合っている最中の出来事であった。ヘンリーによれば、ヴァイオラがほうきで頭を殴ってきた時、彼女の首を刃物で刺しその場から逃亡した。のちにヘンリーは以下のように供述した。
俺が覚えているのは、おふくろの首のすぐそばに平手打ちを叩き込んだんだが、その直後におふくろが倒れ込んだのを見て、身体を掴もうとしたんだ。だが、おふくろは床に倒れた。俺がおふくろの元へ戻ったとき、彼女は死んでいたんだ。そのあとだよ。俺が自分の手にナイフを握っていて、おふくろの首が切り裂かれていたことに気付いたのは。
ヴァイオラが血まみれの状態で倒れているのを発見したオパールは救急車を呼んだが、すでに手遅れであった。警察の公式報告によれば、ヴァイオラは攻撃を受けたことによる心臓発作が原因で死亡したという。ヘンリーは、ミシガン州発行の逮捕令状に基づき、オハイオ州にて逮捕された。ヘンリーは「母を殺したのは自衛のためだ」と主張するも却下され、第二級殺人(Second Degree Murder, 情状酌量の余地がある、と判断された殺人)の罪で20～40年の禁固刑を宣告された。刑務所で10年間服役したのち、ヘンリーは1970年6月に釈放となった。過密状態と化していた刑務所の緩和が釈放の理由であった。

## 放浪
ルーカスは複数の親戚の間を転々としたのち、ウェスト・ヴァージニア州で職に就いたが、1971年、ルーカスは3人の女子学生を誘拐しようとした罪で有罪判決を受けた。5年の服役期間中、ルーカスは自分と手紙のやり取りを行っていたある家族の友人と、ある母子家庭の母親との交友関係を築いていた。1975年に釈放されたルーカスはその母親と結婚することになるが、継娘（その母子家庭の母親の連子）が「自分は（ルーカスから）性的な虐待を受けた」と告発したことで、この結婚は破局となった。
ルーカスはオーティス・トゥール(Ottis Toole)という男と知り合い、親しくなった。ルーカスはフロリダ州ジャクソンヴィルにて、オーティスの両親と暮らすようになる。また、軽度の知的障害を抱えた姪のフリーダ・"ベッキー"・パウエル(Frieda "Becky" Powell)と知り合い、親しくなった。彼女は矯正施設から脱走していた。ルーカスは屋根職人として働き、隣人の車を整備し、廃棄物を処理していた。この頃は彼の生涯の中でも安定した時期であった。

### 逮捕
姪のベッキーは、1982年に彼女の母と祖母が死んだのち、州当局による命令で保護施設に収容されていた。ルーカスは彼女に対し、自分と一緒にここから逃げるよう説得した。2人は車上生活を送り、カリフォルニア州で旅をしていた。ここはルーカスの雇用主の妻が、病身の82歳の母であるケイト・リッチ(Kate Rich)のために働いて欲しいと頼んだ場所でもあった。しかし、リッチの家族は「2人は仕事をせずに母の口座に小切手を振り出そうとした」としてルーカスとパウエルを追い出した。ヒッチ・ハイクで旅をしている間、2人はテキサス州ストーンバーグにある「祈りの建物」(The House of Prayer)と呼ばれる宗教的共同社会の存在を知り、そこに住む教職者に出会った。屋根職人として働くルーカスとベッキーは夫婦であると考えた教職者は、この共同体内部にある小さなアパートでの2人の滞在を許可した。しかし、ベッキーがフロリダに帰りたいと言い出し、彼女はテキサス州ボウイーにあるトラック停留所を発った、とルーカスは語っている。
1983年6月、ルーカスはテキサス・レンジャーの保安官、フィル・ライアン(Phil Ryan)により銃火器違法所持の容疑で逮捕された。逮捕後、ルーカスはベッキー・パウエルとケイト・リッチを殺したことを告白したが、法医学的証拠だけでは決め手にはならず、検死官らは二体ある遺体のうちのいずれか一方を明確に特定することができずにいた。ルーカスを捜査に加入させることで、彼が犯した他の犯罪についての自白においても、自身の発言の信憑性を高めるのに役立つ可能性が出てくる。のちにルーカスは否定しているが、ルーカスがベッキーとリッチを殺したのは間違いない、というのが総意となっている。

### 虚偽の自白
1983年11月、ルーカスは、テキサス州ウィリアムソン郡に移送された。ルーカスは、自分は乱暴され、自殺しようとした、と訴えた。ルーカスによれば、警察は服を剥ぎ取り、煙草も寝具も取り上げ、冷たい独房にぶち込み、性器を拷問し、弁護士への連絡も許さなかった、という。
法執行官との面談で、ルーカスはさらに多くの未解決の殺人事件について告白した。28件ある未解決の殺人事件のうち、ルーカスによる自白で明確な確証が得られた、と見なされると、テキサス州治安局の長官、ジェイムズ・B・アダムス(James B. Adams)による主導で「ヘンリー・リー・ルーカス特別専門委員会」が設立された。ルーカスによる自白の結果、この専門調査団はこれまで未解決のままであった213件の殺人事件を公式に解明した。ルーカスは、受刑者であればまずあり得ない優遇措置を受けた。レストランやカフェに連れて行かれ、手錠を掛けられることは滅多に無く、警察署内部や刑務所内部の自由な散策も許され、防護扉の暗号すらも知っていた。ルーカスが告白してきた事件の資料についての情報提供を許可された際、彼が告白した犯罪に対して、彼の関与の確定を示す試みは複雑なものとなった。ルーカスとの面談で使用したテープは、ルーカスが自分と面談している相手の反応を探りながら自分の発言を変え、それによって、法執行機関が知っている事実と彼の告白した内容がさらに一致したことで、それを実施しようとの推奨があった。捜査官に対する最も重大な申し立てとして、未解決の犯罪についての事件の資料をルーカスに見せることで、彼は説得力のある詳細な自白を捻り出せた。そのため、ルーカスが特別専門委員会に語った多数の殺人事件について、本人が真実を語っていたかどうかを見極めるのは事実上不可能であった。
1983年、ルーカスはミネソタ州の州間高速道路90号線沿いで発見された身元不明の若い女性を殺した、と主張した。その女性はのちに「ミシェル・バシャ」(Michelle Busha)であることが判明した。警察からの尋問で、ルーカスは犠牲者を殺した方法について述べたが、その詳論は矛盾の多い非合理なものであり、容疑者からは除外された。
1984年、ルーカスは、1979年11月10日にニューヨーク州カレドニアの野原で1人の少女を撃ち殺した、と告白した。発見された当初、少女は「Caledonia Jane Doe」（「カレドニアの身元不明者」）と呼ばれていた。捜査官は証拠を発見したが、その証拠はルーカスによる自白の内容を裏付けるには不十分なものであった。2015年、DNA鑑定の結果、彼女は「タミー・アレクザンダー」(Tammy Alexander)であることが判明した。
また、ヘンリーは1980年にルイジアナ州でキャロル・コール(Carol Cole)を殺害した、という偽りの自白をした、と考えられている。キャロルは2015年になって身元が判明した。

### 自供の矛盾
ジャーナリストのヒュー・エインズワース(Hugh Aynesworth)らは、『ダラス・タイムス＝ヘラルド』に掲載された記事に対してルーカスが主張している内容が真実かどうかについて調査を行った。彼らは、ルーカスが犯行に及ぶにあたり、彼が乗っていたフォード・ステーション・ワゴン(Ford Station Wagon)で、1か月につき11000マイル（約17703km）を移動することになる、と計算した。「ヘンリー・リー・ルーカス特別専門委員会」のやり方には欠陥がある、とし、「事件は解決された」とする法執行機関の見解に異を唱え始めた。エインズワースらによる調査報告の大部分は、ルーカスが主張した殺人事件についての詳細な時系列のまとめに充てられていた。調査報告では、犯行が行われた時の彼の居場所について、彼による告白の内容と、確実且つ検証可能な情報源とを比較していた。それらの情報源とルーカスによる自白内容は度々矛盾しており、彼が関与していたとされる犯罪の大半に対して疑いの目を向けていた。検事総長のジム・マトックス(Jim Mattox)は、「ルーカスが数百件を超える殺人事件について告白していたとき、ルーカスを勾留していた者たちは、この作り話を終息させるための対策を一切取らなかった」「我々は、とある当局者がでっち上げを記録から抹消するためだけに『事件は解決した』と我々に思い込ませる情報を見付けた」と書いた。

### 死刑から終身刑へ
ルーカスは11人を殺害した廉で有罪判決を受けたままであった。フロリダ州ジャクソンヴィルにて、ルーカス本人の勤務記録が残っているにもかかわらず、1979年のハロウィーンにテキサス州ウィリアムソン郡にて遺体で発見された、当時「オレンジ・ソックス」(Orange Socks)と呼ばれた（遺体で発見された女性がオレンジ色の靴下を履いていたことでこの名前で呼ばれた）身元不明の女性を殺した廉で死刑判決を受けた。
ルーカスの告白の詳論の内容が、閲覧を許可された事件の資料に由来することが分かったのち、死刑の執行は保留となった。1998年、当時テキサス州知事を務めていたジョージ・ウォーカー・ブッシュ(George Walker Bush)による命令で終身刑に減刑された。2019年、「オレンジ・ソックス」は、23歳の女性、デボラ・ルイーズ・ジャクソン(Debra Louise Jackson)であることが正式に特定された。

## 死
2001年3月12日午後11時、ルーカスが獄中で死んでいるのが発見された。死因は心不全であった。ルーカスはテキサス州ハンツヴィル内にある「キャプテン・ジョー・バード墓地」(Captain Joe Byrd Cemetery)に埋葬された。破壊行為や盗難を防ぐために人目に付かないところに埋葬されている。

## 見解の相違
ルーカスによる自白の信憑性は、内容の正確性が欠落していたために、「信用に値しないもの」となった。当初、彼は「60人を殺した」と述べた。ルーカスの主張を受け入れた警察は100人を超える犠牲者数を挙げ、人数はさらには3000人を超えた（この数字は真剣には受け止められなかった）。しかし、ルーカスは作家のブラッド・シャレディ(Brad Shellady)との手紙の中で「俺は連続殺人犯ではない」ときっぱりと否定している。ルーカスはアメリカ合衆国において「最大の大量殺人犯」であると宣伝され続けてきた。一方で、ルーカスは膨大な件数の殺人事件の張本人である、と信じ続ける人物もいる。エリック・W・ヒッキー(Eric W. Hickey)はルーカスと数回面談しており、「（ルーカスは）およそ40人は殺したかもしれない」と結論付けた匿名の「捜査官」の存在を引き合いに出している。だが、この主張は総じて信用されておらず、関係者である法執行官は、この主張は裏付けにはならない、と一蹴している。
フィル・ライアン率いる隊がルーカスとの面会を許可したテキサス・レンジャーによれば、ルーカスが嘘吐きの常習犯であることは明らかではあったが、本人しか知り得ない犯行の詳細を語った例があるという。元レンジャーの1人、グレン・エリオット(Glenn Elliott)によれば「奴は、自分がやってすらいないことを話そうとしたことがあった。だが、別の殺人事件が起こった現場にあったあの狩猟鹿台にルーカスが案内してくれなければ、俺は奴に諂うところだった。奴に殺人現場を事前に予測できたはずが無いし、もちろん俺も奴には伝えていない。俺の意見では、あの殺人は奴の仕業だろう」という。他のレンジャー隊員にも同様の経験がある。
テキサス・レンジャーは、ルーカスから文字通り「数百」もの自白を引き出したが、1985年の『ダラス・タイムス＝ヘラルド』の記事によれば、殺人が行われた日、ルーカスは州の外にいたか、刑務所にいた記録が残っている。レンジャーは、「ルーカスは大量殺人者である」との主張を曲げず、自分たちの誤りを認めることは無かった。
DNA鑑定が示した証拠によれば、ルーカスが殺したとされる20人は無関係であることが確認された。
また、ベッキー・パウエルは、ルーカスのことをいたく気に入っていた女性であることが判明した。

## 映画
ルーカスによる自白に基づいた映画および記録映像が作られている。
- Confessions of a Serial Killer（1985年）・・・日本語版の題名は『アメリカの惨劇 188人を私刑した男』
- Henry: Portrait of a Serial Killer（1986年）・・・日本語版の題名は『ヘンリー：ある連続殺人鬼の記録』
- Henry: Portrait of a Serial Killer, Part II（1996年）・・・日本語版の題名は『ヘンリー：もう一つの連続殺人鬼の記録』
- Drifter: Henry Lee Lucas（2009年）
- The Serial Killers（1995年）
- Henry Lee Lucas: The Confession Killer（1995年）

2019年、Netflixは、捜査における広範囲に亘って見られた予期せぬ影響に重点を置いた5部構成の放映記録映像『The Confession Killer』を公開した。

## 参考
1. ↑  Cynthia Gorney and Paul Taylor (1985年4月15日). “The Killer Who Recanted”. 2021年3月9日閲覧。
2. 1 2  Knox, Sara L. (2001). The Productive Power of Confessions of Cruelty. The Institute for Advanced Technology in the Humanities
3. ↑  “Lucas Says He Won't Beg for Life”. p. 13 (1998年6月25日). 2014年8月6日閲覧。
4. 1 2  Lunsford, D. Lance (2006年5月28日). “Drifter's confession to Williamson murder failed to hold up”. Lubbock Avalanche-Journal.  オリジナルの2018年2月14日時点におけるアーカイブ。 2014年3月20日閲覧。
5. ↑  “One-eyed drifter to die for 'orange socks' killing” (1998年3月31日). 2014年6月29日時点のオリジナルよりアーカイブ。2021年3月9日閲覧。
6. ↑  “UNIDENTIFIED WOMAN 1979”. p. 15 (1998年6月17日). 2014年8月6日閲覧。
7. ↑  “'Orange Socks' DPS seeks help in identifying Lucas' victim”. p. 9 (1998年6月19日). 2014年8月5日閲覧。
8. 1 2 3 4 5 6 7  Lewis, Brenda Ralph (2009). Mapping the Trail of a Serial Killer: How the World's Most Infamous Murderers Were Tracked Down. New York: Lyons. ISBN 978-1-4617-4944-8. OCLC 1059274469
9. 1 2  “Henry Lee Lucas: The Confession Killer”. The Lineup. 2017年2月2日閲覧。
10. 1 2   The Henry Lee Lucas Show. (June 1985)
11. ↑  Scott, Shirley Lynn. “What Makes Serial Killers Tick?”.   truTV.com. 2008年5月28日時点のオリジナルよりアーカイブ。2021年3月9日閲覧。
12. 1 2  “True Crime Blacksburg: The Henry Lee Lucas Story”.   The Pylon (2016年10月31日). 2019年12月6日閲覧。
13. 1 2  Bobit, Bonnie (2009年10月14日). “Henry Lee Lucas”.   Crimemagazine.com. 2010年5月16日時点のオリジナルよりアーカイブ。2010年7月12日閲覧。
14. 1 2  “Henry Lee Lucas Dies in Prison”. ABC News (2006年1月7日). 2010年7月12日閲覧。
15. ↑  Ramsland, Katherine. “Henry Lee Lucas, prolific serial killer or prolific liar?”. Crime Library. 2006年2月4日時点のオリジナルよりアーカイブ。2021年3月9日閲覧。
16. 1 2  Hinson, John (June 23, 2018). Where the Weird Things Are. Lulu.com. ISBN 978-1-387-31922-0. OCLC 1015242496
17. ↑  “The Twisted Life of Serial Killer Ottis Elwood Toole”. Fox News (2008年12月16日). 2008年12月17日時点のオリジナルよりアーカイブ。2021年3月9日閲覧。 “Toole met Lucas in 1978”
18. ↑  “Henry Lee Lucas: The Confession Killer”.   The Biography Channel. 2021年4月27日時点のオリジナルよりアーカイブ。2021年3月9日閲覧。
19. 1 2 3 4 5  Shellady, Brad (June 1, 2002). “Henry: Fabrication of a Serial Killer”. In Kick, Russ. Everything You Know Is Wrong: The Disinformation Guide to Secrets and Lies. ISBN 0971394202
20. 1 2  The Times-News – Oct 18, 1983, AP, Texas Ranger Unwilling Confidant Of Henry Lee Lucas
21. ↑  Gudjonsson, Gisli H. (2003). The Psychology of Interrogations and Confessions: A Handbook. John Wiley & Sons. p. 556. ISBN 9780470857946
22. 1 2  “The Two Faces of Henry Lee Lucas”.   D Magazine (1985年10月). 2021年3月9日閲覧。
23. ↑  “Runaway Jane” (2017年3月28日). 2017年6月8日時点のオリジナルよりアーカイブ。2021年3月9日閲覧。
24. ↑  “Case File: 1UFNY”. doenetwork.org.  The Doe Network. 2014年9月14日閲覧。
25. ↑  “Detectives turn to New Bethany Home for Girls in search of leads in woman's 1981 death”. The Times-Picayune (2015年2月9日). 2015年6月28日閲覧。
26. ↑  Mattox, Jim (1986年4月). “Lucas Report”. 2021年3月9日閲覧。
27. ↑  Henderson, Jim (1998年6月26日). “Henry Lee Lucas able to confuse authorities and then beat death”. Houston Chronicle. 2005年2月26日時点のオリジナルよりアーカイブ。2021年3月9日閲覧。
28. ↑  Gudjonsson, Gisli H. (2003). The Psychology of Interrogations and Confessions: A Handbook. John Wiley & Sons. pp. 557. ISBN 9780470857946
29. ↑  “UNITED STATES OF AMERICA The Death Penalty in Texas: Lethal Injustice”.  Amnesty International (1998年3月1日). 2003年8月30日時点のオリジナルよりアーカイブ。2021年3月15日閲覧。
30. ↑  “Today's Headlines”.   Ble.org (1999年6月25日). 2010年7月12日閲覧。
31. ↑  Strand, Ginger Gail (2012). Killer on the Road: Violence and the American Interstate. University of Texas Press. pp. 157. ISBN 9780292726376
32. ↑  Tron, Gina (2019年8月9日). “'It's A Big Deal': Victim In 40-Year-Old 'Orange Socks' Cold Case Identified”. Oxygen. 2019年12月6日閲覧。
33. ↑  Turner, Allan (2012年8月3日). “Eternity's gate slowly closing at Peckerwood Hill”. Houston Chronicle. 2014年3月16日閲覧。
34. ↑  “FATAL FLAWS: INNOCENCE AND THE DEATH PENALTY IN THE USA”.  Amnesty International (1998年11月12日). 2003年5月16日時点のオリジナルよりアーカイブ。2021年3月9日閲覧。
35. ↑  Hickey, Eric W. (2005). Serial Murderers And Their Victims. Wadsworth Pub Co.. ISBN 0-495-05887-4
36. ↑  “Texas Ranger a reluctant confidant as inmate confesses to 150 murders”. Lawrence Journal-World (1983年10月16日). 2021年3月9日閲覧。
37. 1 2 3 4  “The Twilight of the Texas Rangers”. Texas Monthly (1994年2月). 2014年8月8日時点のオリジナルよりアーカイブ。2022年10月26日閲覧。
38. ↑  Nieman, Robert (2006年). “Interview With MAX WOMACK Texas Ranger, Retired”. 2021年3月9日閲覧。
39. ↑  Schager, Nick (2019年12月2日). “He Confessed to Murdering 600 Women. It Was All a Lie.”. 2021年3月9日閲覧。
40. ↑  “The Confession Killer | Netflix Official Site” (英語). www.netflix.com. 2019年12月16日閲覧。
41. ↑  Stevens, Ashlie D. (2019年12月6日). “Netflix's "Confession Killer" un-solves murders as a ruthless true crime story in reverse”. Salon. 2019年12月6日閲覧。
42. ↑  Horton, Adrian (2019年12月5日). “He was America's most deadly serial killer – but it was all a lie” (英語). The Guardian. 2020年4月8日閲覧。